# Voorpost

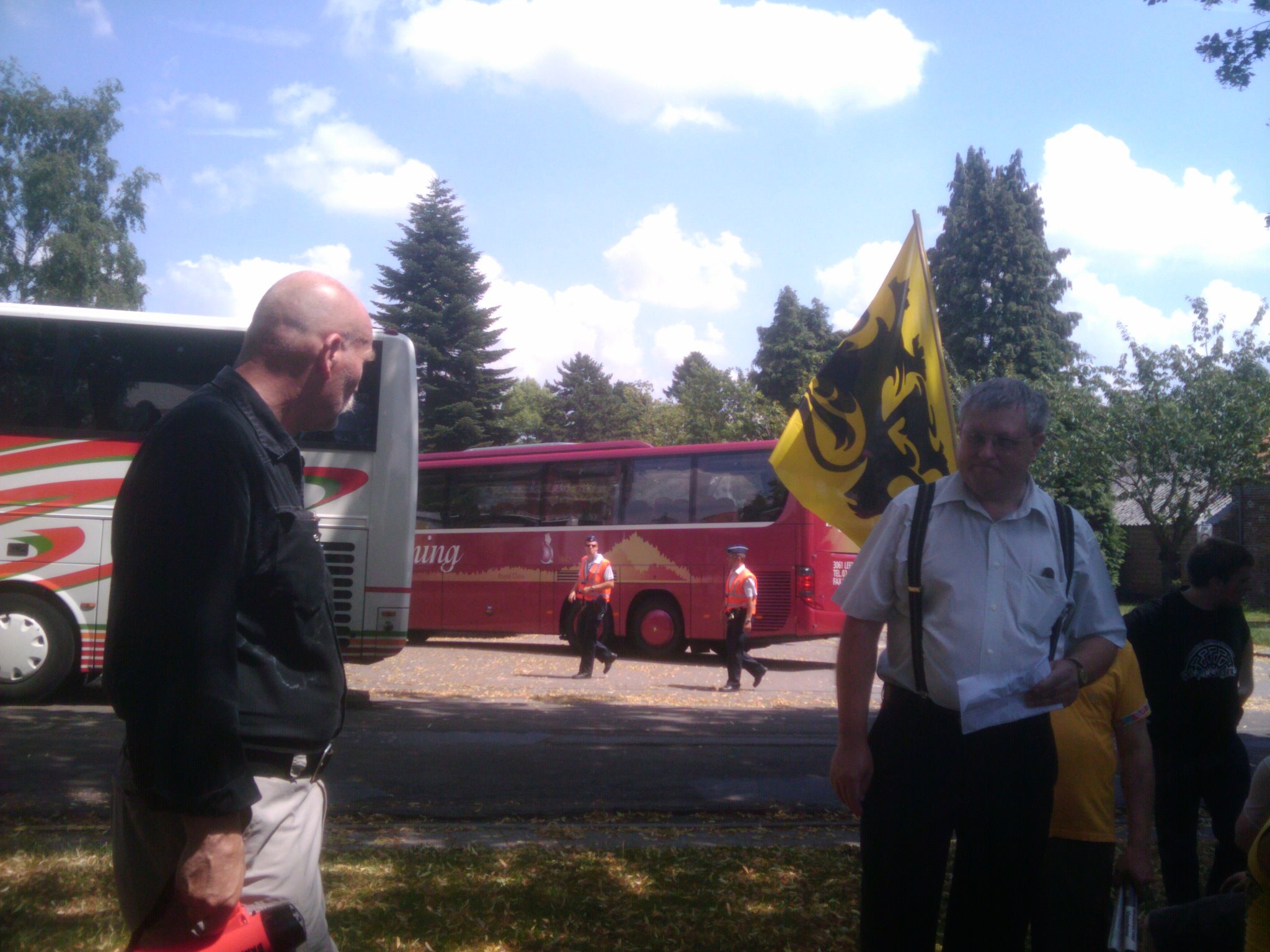
Luc Vermeulen et Johan Vanslamsbrouck.

Voorpost (« Avant poste » en français) est un groupe nationaliste fondé en Flandre. Voorpost revendique l'unification de la Flandre, des Pays-Bas et de l'Afrique du Sud en une Grande Néerlande (Thiogne), une entité politique qui unifierait l'ensemble des territoires de langue néerlandaise en Europe. Voorpost est présent en Afrique du Sud parmi la population Afrikaner au travers de Die Dietse Federatie, qui est liée à la branche du Voorpost aux Pays-Bas. Voorpost prétend aussi être présent dans la Flandre française mais sans arguments probants.
L'idéologue du Vlaams Blok Roeland Raes et l'homme politique du Vlaams Belang Luc Vermeulen sont membres du Voorpost. Le groupe considère la monarchie belge actuelle comme une marionnette de la France et affirme que la Maison d'Orange-Nassau est la dynastie légitime qui doit régner sur la « Thiogne ». De ce point de vue, le Voorpost est une organisation orangiste. L'organisation est considérée comme une continuation de l'ancien Vlaamse Militanten Orde, qui a été interdit en 1983.